# Vyritsa
Vyritsa (en finnois : Viiritsa, en russe : Вы́рица) est une commune urbaine du raïon de Gatchina de l'oblast de Léningrad, en Russie.

## Géographie
La superficie de la municipalité de Vyritsa est de 967,62 kilomètres carrés.
Elle est délimitée à l'ouest par les municipalités d'Orinansavotta et de Siiverska du raïon de Gatchina et au nord par le raïon de Tosno de l'oblast de Léningrad et au sud par le raïon de Louga.
Environ 85,0 % de la superficie est forestière, 8,0 % agricole et 3,9 % résidentielle.

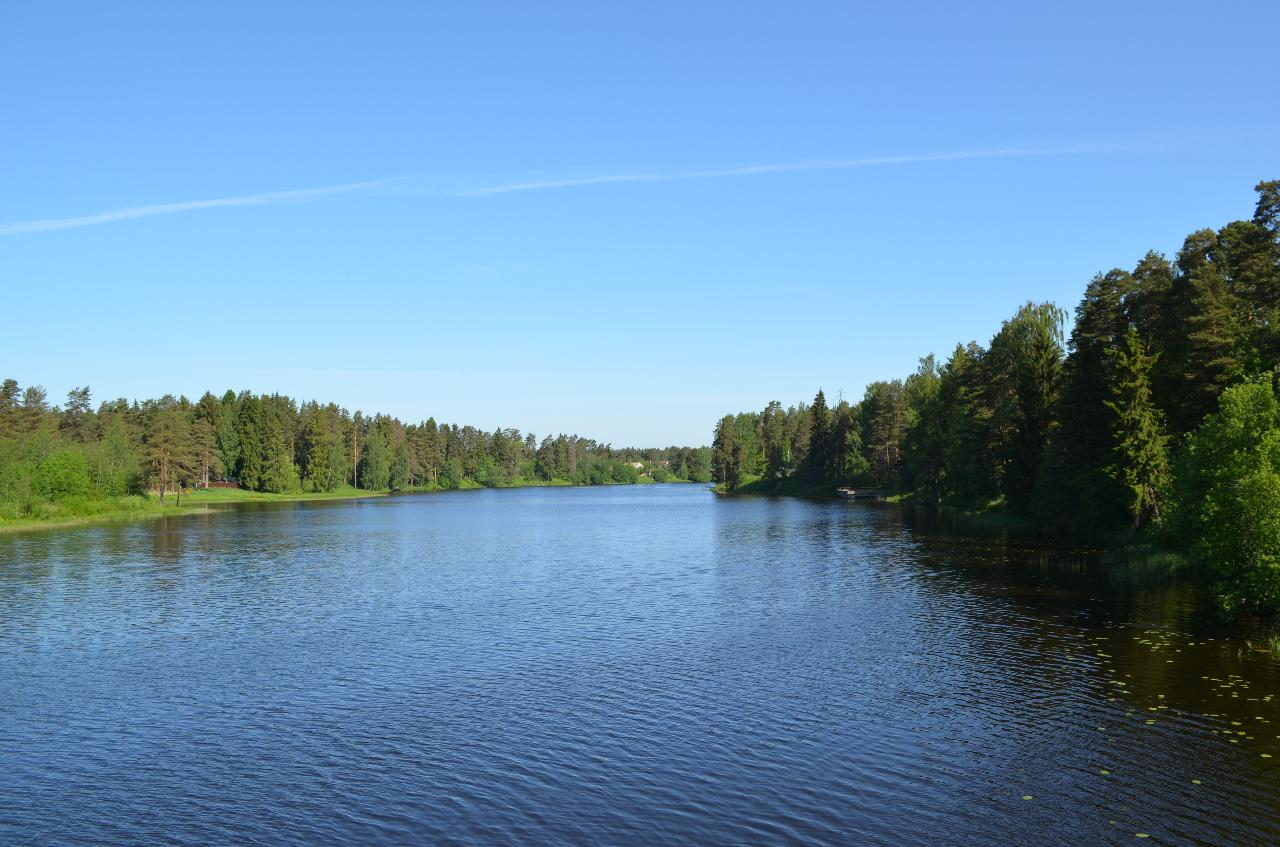
La rivière Oredej qui traverse la commune.

## Histoire
Bien que l'histoire de la localité remonte à plusieurs siècles, comme en témoignent les anciens kourganes, le village prend une certaine importance du début du XVIIIe siècle; mais il n'est formé dans ses limites actuelles qu'au début du XXe siècle à la suite de la fusion des villages de Vyritsa, Novo-Petrovskoïe et des hameaux de Kniajeskaïa Dolina (la Vallée du Prince), Bor, Zaretchie (quai de chemin de fer Mikhaïlovka) et la gare du quartier d'Edwards. Des villas, datchas d'été et des résidences secondaires se construisent à la fin du XIXe siècle et au début du XXe siècle pour la bourgeoisie pétersbourgeoise, comme par exemple la datcha de l'acteur Roman Apollonski.
Autrefois les terres de Vyritsa appartenaient à Novgorod et étaient habitées par des Russes, des Ingriens et des Votes. Les premières mentions écrites (sous le nom de Dvernitsy) datent de la fin du XVe siècle. Ces terres passent à la Suède après la guerre russo-suédoise de 1610-1617 (le village est nommé en suédois Werektca, puis Wiritza en 1699), puis retournent à la Russie après la guerre du Nord,. Dans une carte suédoise de 1704, le village est nommé en suédois : Duårnitza.
En 1797, un oukaze de Paul Ier attribue la propriété de ce petit village du gouvernement de Saint-Pétersbourg à l'émigrée française Jeanne-Adélaïde du Montais, épouse du général Mikhaïl Borodzine. Après sa mort en 1799, le village est légué à son mari .
Entre 1846 et 1868, les terres de Vyritsa appartiennent au général Fiodor Spiridonovitch Rakeïev, puis à ses descendants,,. En 1856, Vyritsa compte 211 habitants. En 1862 avant l'abolition du servage, ces terres abritaient 42 paysans et leurs familles et 8 paysans libres et leurs familles ayant reçu des parcelles.
Vyritsa est acheté en 1869 par le prince Wittgenstein ((Peter Dominikus Ludwig, Fürst zu Sayn und Wittgenstein) avec une scierie et un moulin à eau sur la rivière Oredej. En 1877-1878, les paysans libres rachètent des terres au prince. D'après une carte topographique du gouvernement de Saint-Pétersbourg de 1879, le village s'appelle Vyrossitsa et abrite un moulin à eau et quatre fermes. La scierie est remise à neuf en 1884 et dotée d'une machine à vapeur. Au tournant du siècle, il appartient administrativement à la volost de Rojdestvenskaïa de l'ouïezd de Tsarskoïe Selo.
En 1888, les domaines de Droujnoselie, Vyritsa et Beliagorka couvraient une étendue de 16 426 déciatines appartenant au prince Wittgenstein. Le moulin à eau, trois datchas, une scierie, un verger et une grange sont donnés en location par lui. Une autre scierie avec machine à vapeur lui appartient. Le domaine se trouvant à Novo-Petrovskoïe couvre quant à lui 2 238 déciatines et appartient au noble P.S. Karneïev qui l'a acheté 23 600 roubles en 1875. Cette famille est le propriétaire terrien le plus important de Vyritsa à l'époque. En 1897, l'entrepreneur anglais Matthew Edwards achète des terres et des parcelles de bois à Vyritsa et fait une opération immoblière en 1903 en lotissant des parcelles pour les vendre comme résidences secondaires ou datchas.

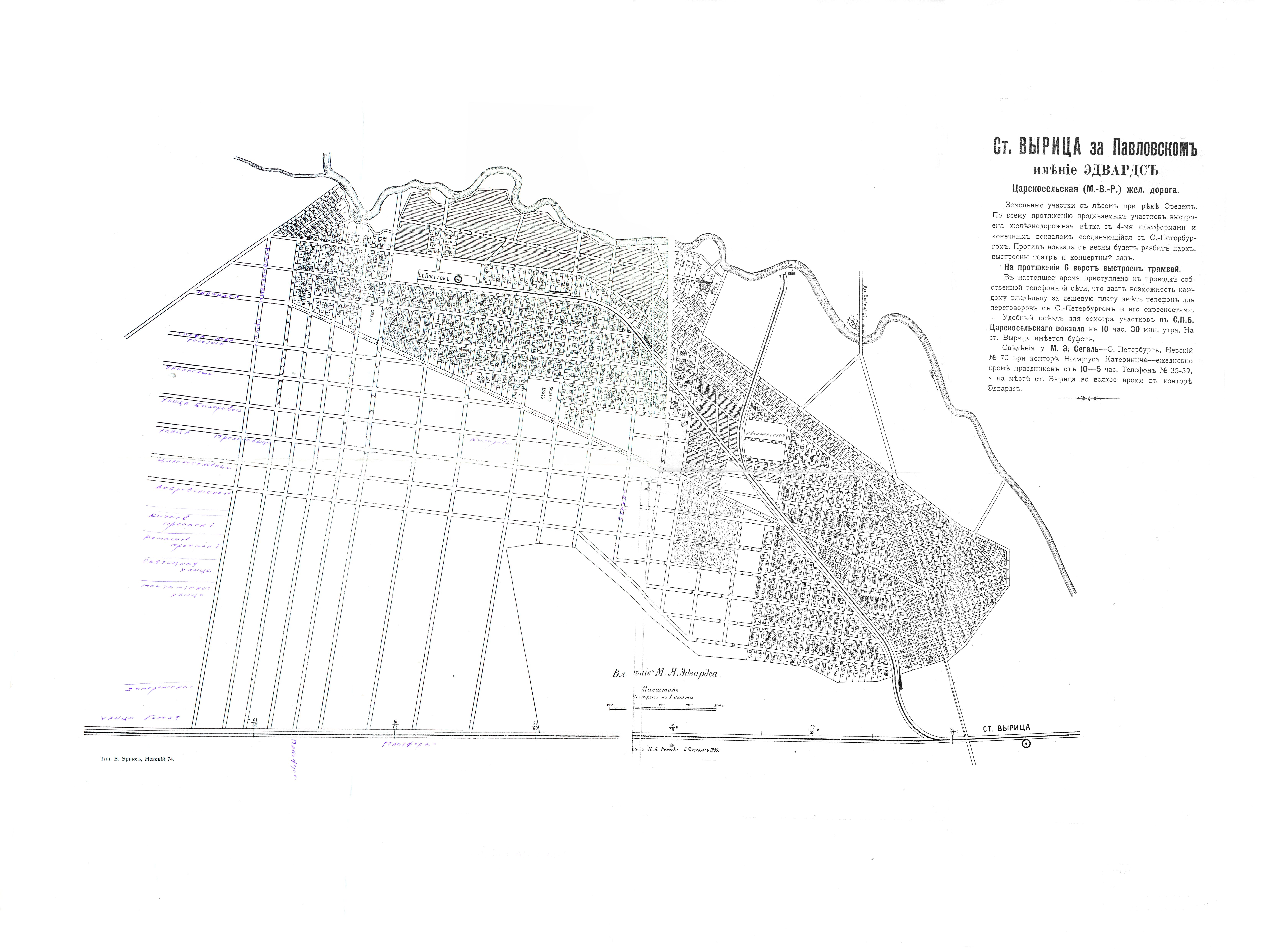
Vyritsa, domaine d'Edwards en 1906.

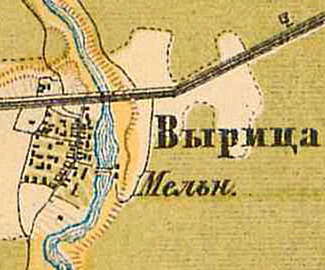
Plan du village de Vyritsa en 1885.

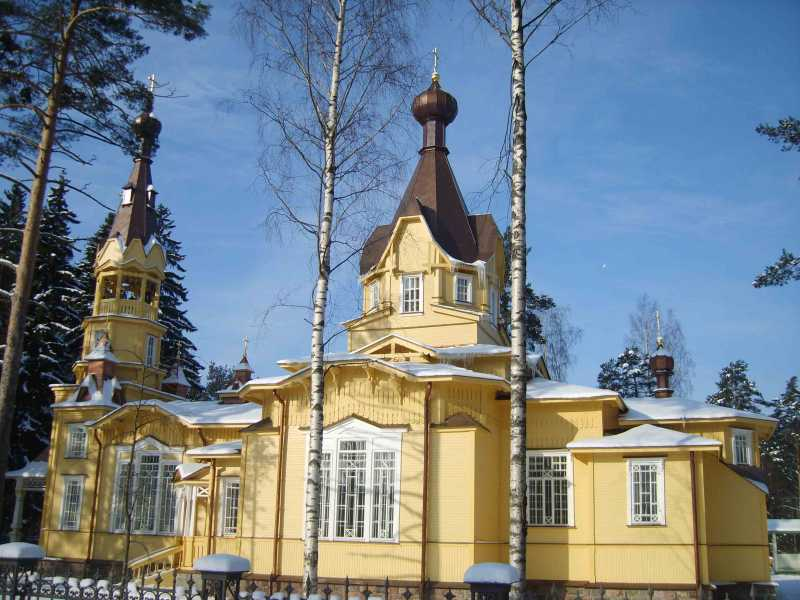
Vue de côté de l'église Saints-Pierre-et-Paul.

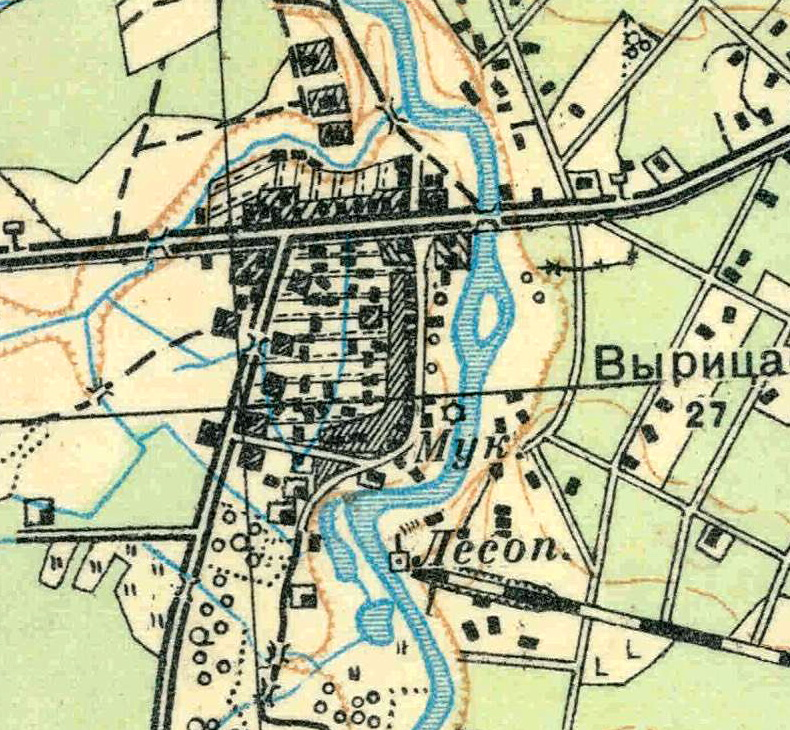
Plan de Vyritsa en 1931.

Après l'ouverture de la gare de Vyritsa en 1904, le village se forme sur les terres ayant appartenu aux Wittgenstein, aux Karneïev et à Edwards. Des quartiers résidentiels de datchas apparaissent sous les noms de Vallée du Prince (Kniajeskaïa Dolina) et Bor (Pinède), Zaretchie (Entre-Deux-Rivières), Tchourikov (du nom d'Ivan Tchourikov, fondateur d'une ligue anti-alcoolique), Edwards, Segal et Efremova, Katino et Ostraïa Iolka...En 1905, le manoir de Vyritsa s'étendait sur 260 déciatines et appartenait au prince Fiodor Lvovitch Wittgenstein, frère et héritier du prince Piotr Wittgenstein. Plus tard, les terres de Kniajeskaïa Dolina et Bor sont léguées à son fils, le prince Heinrich Fiodorovitch Wittgenstein. Les Karneïev sont propriétaires de Zaretchie, de Tchourikov et de la partie centrale de Vyritsa autour de la gare où se trouve l'église Saints-Pierre-et-Paul. Le domaine d'Edwards comprend un tramway hippomobile et une branche de la ligne de chemin de fer allant jusqu'à la gare de Possiolok. Il y avait aussi une station de téléphone.
Une école ouvre en 1906. L'église Saints-Pierre-et-Paul est construite en 1908 en style néo-moscovite selon les plans de l'architecte Kotovitch et peut accueillir 1 500 fidèles. Une autre église, placée sous le vocable de Notre-Dame de Kazan, est construite en 1913 dans le style vieux-russe et consacrée le 6 juillet 1914. Une chapelle de bois consacrée à la Transfiguration, devenue plus tard église paroissiale, est construite en 1915 par l'architecte Marian Peretiatkovitch.
Après la Révolution d'Octobre, le village est organisé en volost indépendante de Rojedestvenskaïa, puis elle est supprimée en 1922 et partagée administrativement entre les volosts de Lissinskaïa et Ropchina de l'ouïezd de Gatchina. Le village de Vyritsa est fusionné en 1930 avec celui de Tchourikov, appelé simplement Possiolok (petit village en russe). En 1933, le soviet agricole de Vyritsa du raïon de Krasnogvardeïsk comprend quatre localités: Krasnaïa Dolina (ex-Kniajeskaïa Dolina), le khoutor de Krasnye, le hameau de Trezvennikov et le village de datchas de Vyritsa, le tout pour une population de 4 898 habitants. En 1935, la population de Vyritsa s'élève à 5 430 habitants.
Vyritsa est occupé à la fin du mois d'août 1941 par l'armée allemande. Le village ne subit pas trop de dommages, le culte est rétabli dans les églises. Entre 1933 et 1949, Serafim de Vyritsa évangélise plus ou moins clandestinement dans la région.

### Ghetto juif et camp de concentration
Il y avait en 1939 un nombre de 138 juifs habitant à Vyritsa. Les Allemands étant arrivés à la fin de l'été 1941 les parquent tous en octobre-novembre dans une étable pour en faire un ghetto juif,,. Les juifs sont battus et torturés pendant les interrogatoires menés par la police allemande. Les soldats allemands et les collaborateurs se servent aussi des juifs pour tirer les chariots, comme des chevaux. En novembre, les juifs sont menés dans la forêt et fusillés un à un, certains ayant été obligés auparavant de creuser leur charnier. Les corps sont découverts au printemps 1942.

### Camp de concentration pour enfants
Les Allemands ouvrent en septembre 1942 un camp de concentration destinés aux enfants et à leurs mères, ainsi qu'aux enfants orphelins. Les mères sont séparées de leurs enfants et épuisées par le travail, sachant qu'elles n'iraient nulle part. Le camp contient plus de 200 enfants âgés de trois à 14 ans. Ce camp de travail a existé pendant un an, les enfants étaient épuisés par le surmenage et affamés, des dizaines d'enfants sont morts de faim et de mauvaises conditions.. En 1980 une sépulture digne leur est donnée à l'initiative du directeur de l'école n° 2 de Vyritsa, Boris Tetiouïev, et une stèle leur est élevée en 1985 avec l'inscription « aux enfants de la terre  de Léningrad »,.

### Après la guerre

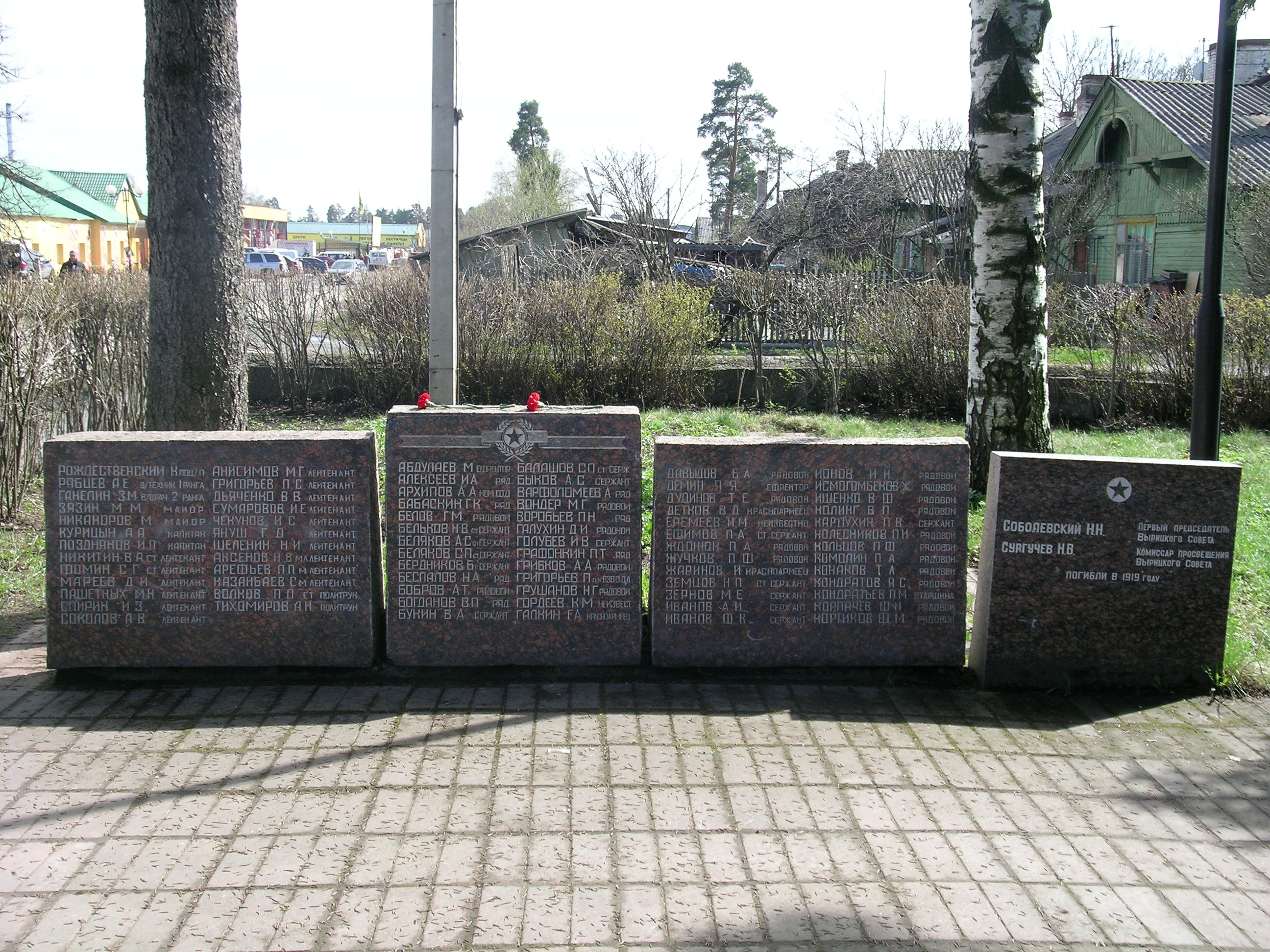
Monument aux morts.

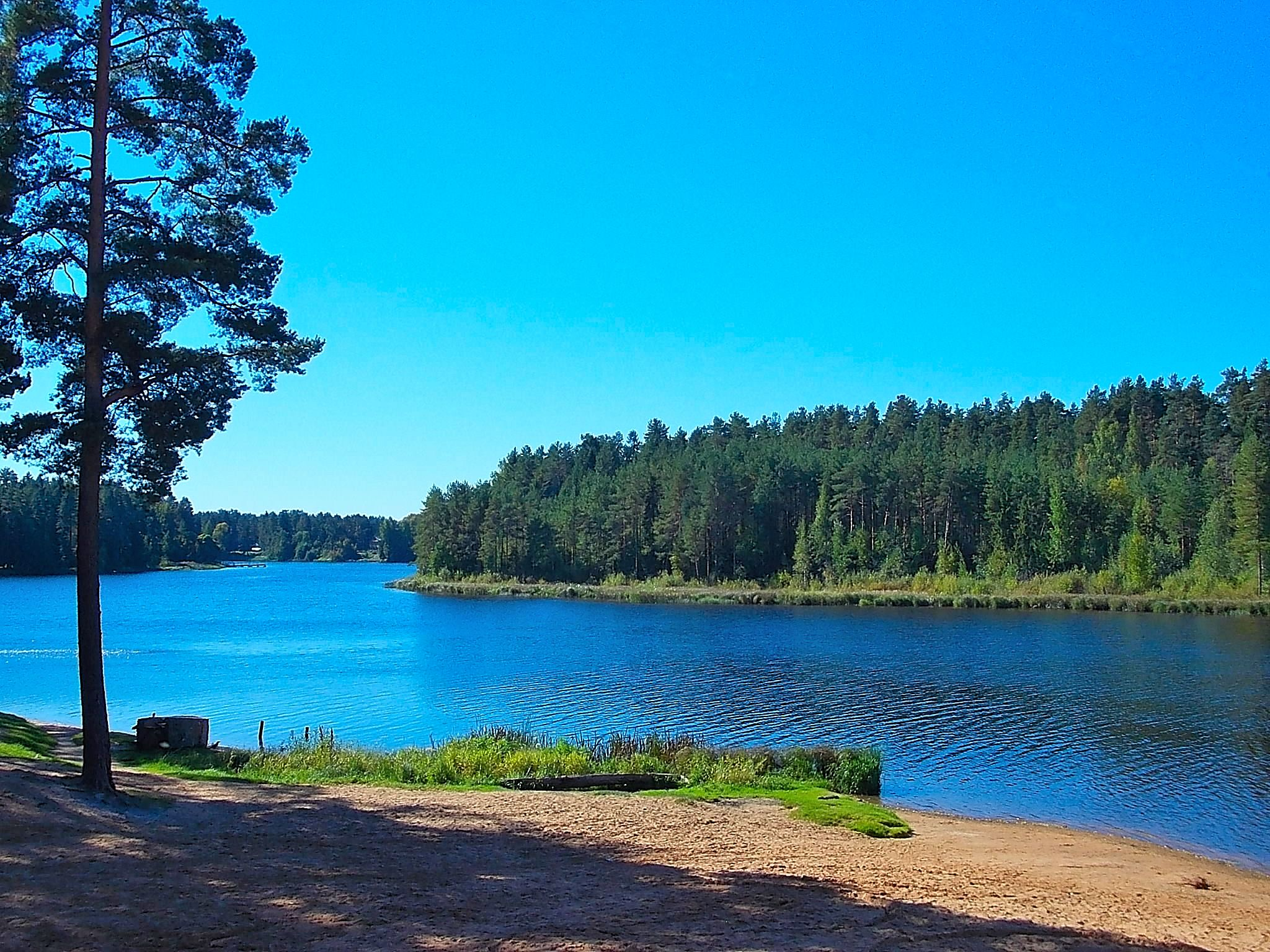
Réservoir de Vyritsa.

Dans le bâtiment de l'ancienne école, les Allemands organisent une prison pour les prisonniers de guerre soviétiques, dont un grand nombre meurent à cause des conditions déplorables. Juste avant la fuite des Allemands devant l'avancée de l'Armée rouge, les Soviétiques arrêtent un train à Vyritsa en partance pour l'Allemagne avec à bord des travailleurs forcés russes destinés à travailler dans les usines du Reich. Après la guerre, des fosses communes sont découvertes. Les corps sont ramenés au cimetière et une croix est élevée en leur mémoire à la fin du XXe siècle.
Vyritsa est libérée par les unités de la 72e division de fusiliers du 110e corps de tirailleurs de la 67e armée du front de Léningrad, le 28 janvier 1944, au cours de l'opération Léningrad-Novgorod,.
Des immeubles sont construits après la guerre et les infrastructures restaurées. Une colonie de vacances pour pionniers est installée en 1979, ainsi que des hébergements d'été.
Des personnalités y ont ou y avaient leur datcha comme Dmitri Likhatchov, Mikhaïl Kouraïev, Alexandre Kouchner, Vitali Bianchi, Ilia Glazounov, Kirill Lavrov, Mikhaïl Svetine, Oleg Bassilachvili.

## Population
Recensements (*) ou estimations de la population :
| 1989   | 2002   | 2010   | 2013   |
| ------ | ------ | ------ | ------ |
| 12 656 | 11 163 | 11 884 | 12 240 |

| 2015   | 2021   | - | - |
| ------ | ------ | - | - |
| 12 493 | 11 602 | - | - |